# ستيفن فلاهرتي
ستيفن فلاهرتي (بالإنجليزية: Stephen Flaherty)‏ هو ملحن أمريكي، ولد في 18 سبتمبر 1960 في بيتسبرغ في الولايات المتحدة.

## وصلات خارجية
- ستيفن فلاهرتي على موقع IMDb (الإنجليزية)
- ستيفن فلاهرتي على موقع ميوزك برينز (الإنجليزية)
- ستيفن فلاهرتي على موقع قاعدة بيانات برودواي على الإنترنت (الإنجليزية)
- ستيفن فلاهرتي على موقع ديسكوغز (الإنجليزية)